# 31 січня
31 січня — 31-й день року в григоріанському календарі. До кінця року залишається 334 дні (335 днів — у високосні роки).

## Свята і пам'ятні дні

### Міжнародні
- Всесвітній день ювеліра.

### Національні
- Науру: День Незалежності. (1968)

### Релігійні

#### Західне християнство
- Пам'ять святих Вільґілса[en], Ґемініана[en], Доміція[en], Івана Боско, Людовіки Альбертоні[en], Маедок Фернського[en], Марцелли[en], Тисуля[en], Ульфії Ам'єнської[en], Франциска Ксав'єра Б'янкі[en] та Юлій Новарського[en];
- Короля Карла Мученика[en] (Англіканська церква).

#### Східне християнство[1]
- Пам'ять безсрібників мучеників Кира[fr] та Івана і з ними мучениць Афанасії та дочок її Феодотії, Феоктисти і Євдоксії;
- Пам'ять святителя Микити Печерського;
- Пам'ять мучеників Вікторина, Віктора, Никифора, Клавдія, Діодора, Серапіона і Папія;
- Пам'ять мучениці Трифени Кизицької.

## Іменини
✝  Католицькі: Вільґілс, Ґемініан, Доміцій, Іван, Людовіка, Маедок, Марцелла, Ксав'єр, Тисуль, Ульфія, Франциск, Юлій.
✙ Православні: Афанасія, Вікторин, Віктор, Діодор, Євдоксія, Іван, Кир, Клавдій, Микита, Никифор, Папій, Серапіон, Теодосія, Теоктиста, Трифена.

## Події

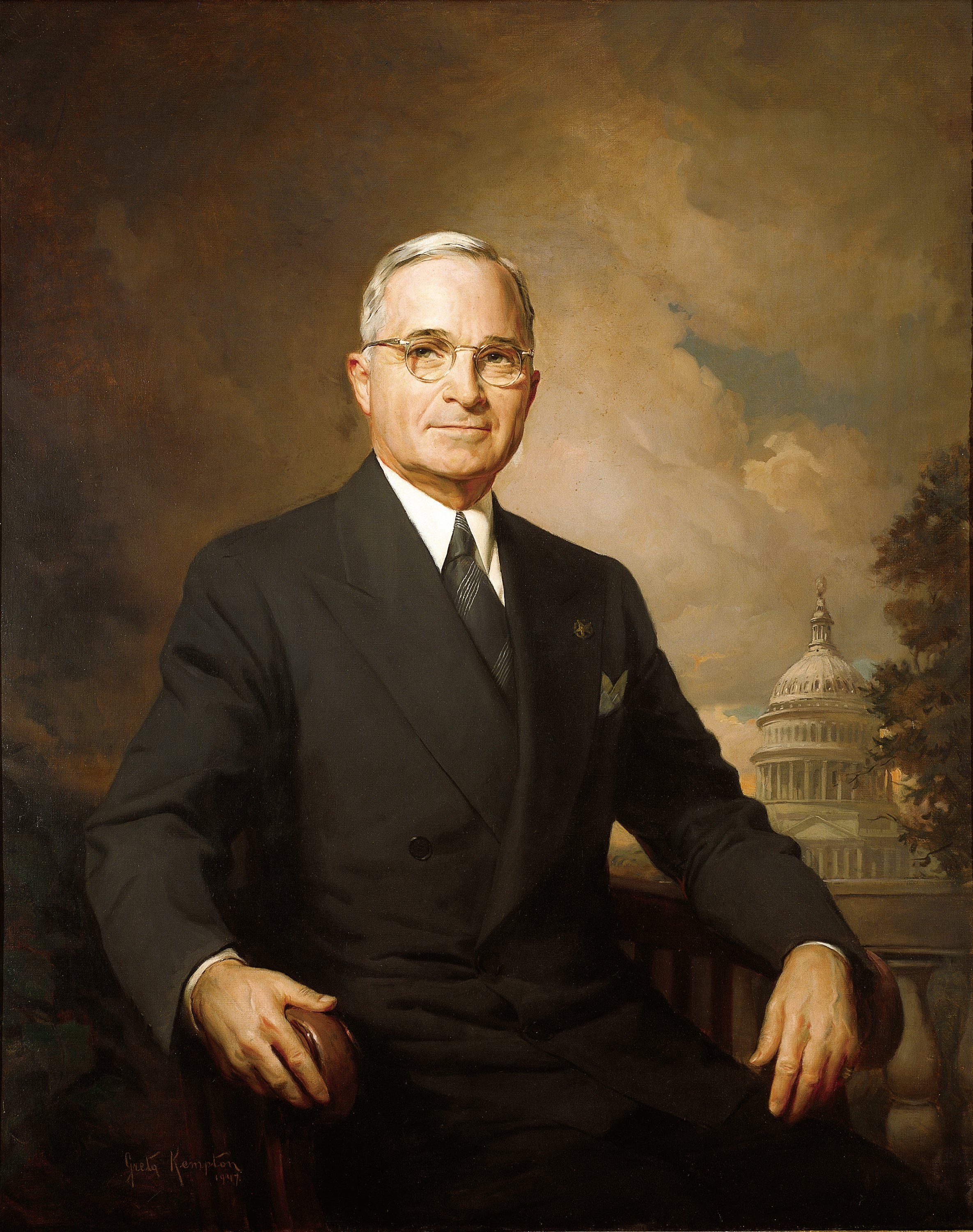
Гаррі Трумен

- 1208 — битва під Леною: король у вигнанні Сверкер II з датською армією програв селянському війську шведів на чолі з принцом Еріком
- 1729 — у Стамбулі видали першу надруковану арабським шрифтом книгу — тлумачний словник, який і досі вважається одним з найпопулярніших.
- 1734 — російська імператриця Анна видала таємний указ «Про шлюби малоросів».
- 1747 — Вільям Бромфейлд відкрив у Лондоні першу клініку з лікування венеричних захворювань — госпіталь Lock.
- 1865 — Конгрес ухвалив Тринадцяту поправку до Конституції США, що забороняла рабство.
- 1893 — у Патентному бюро США реєструють торгову марку Coca-Cola.
- 1917 — німецький кайзер Вільгельм II підписав наказ про необмежену підводну війну проти торгових шляхів союзників.
- 1941 — створено Київську кіностудію науково-популярних фільмів (з 1954 р. — Київнаукфільм)
- 1943 — командувачу 6-ї армії Вермахту Фрідріху Паулюсу присвоєно звання генерал-фельдмаршала; того ж дня він узятий в полон радянськими військами під Сталінградом.
- 1946 — набрала чинності перша конституція Югославії, що об'єднала шість федеративних республік за радянським зразком.
- 1950 — Президент США Гаррі Трумен публічно оголосив про підтримку проєкту розробки водневої бомби, зброї, яка теоретично в сотні разів потужніша, за атомні бомби, скинуті американцями на Хіросіму та Нагасакі під час 2-ї Світової війни.
- 1958 — здійснено запуск першого американського штучного супутника Землі «Експлорер-1», котрий встановив наявність навколоземного радіаційного поясу.
- 1961 — США провели запуск космічної ракети з шимпанзе на борту. Ракета на швидкості 8000 км/год піднялася на висоту 250 км над Землею. Шимпанзе повернулася на Землю без ушкоджень.
- 1966 — СРСР запустив автоматичну станцію «Луна-9».
- 1999 — науковці з університету Алабама (США) одержали, на їх думку, неспростовні докази того, що вірус СНІДу бере свій початок у Африці, походить від шимпанзе і вперше перейшов до людей близько 50-ти років тому.
- 2000 — поблизу острова Анакапа сталася авіаційна катастрофа лайнера McDonnell Douglas MD-83 авіакомпанії Alaska Airlines, в якій загинуло 88 осіб.
- 2009 — у Кенії принаймні 113 людей загинули й понад 200 осіб отримали поранення внаслідок займання розлитої нафти в районі міста Моло.
- 2020 — Велика Британія вийшла з Європейського Союзу та Євратому.

## Народились

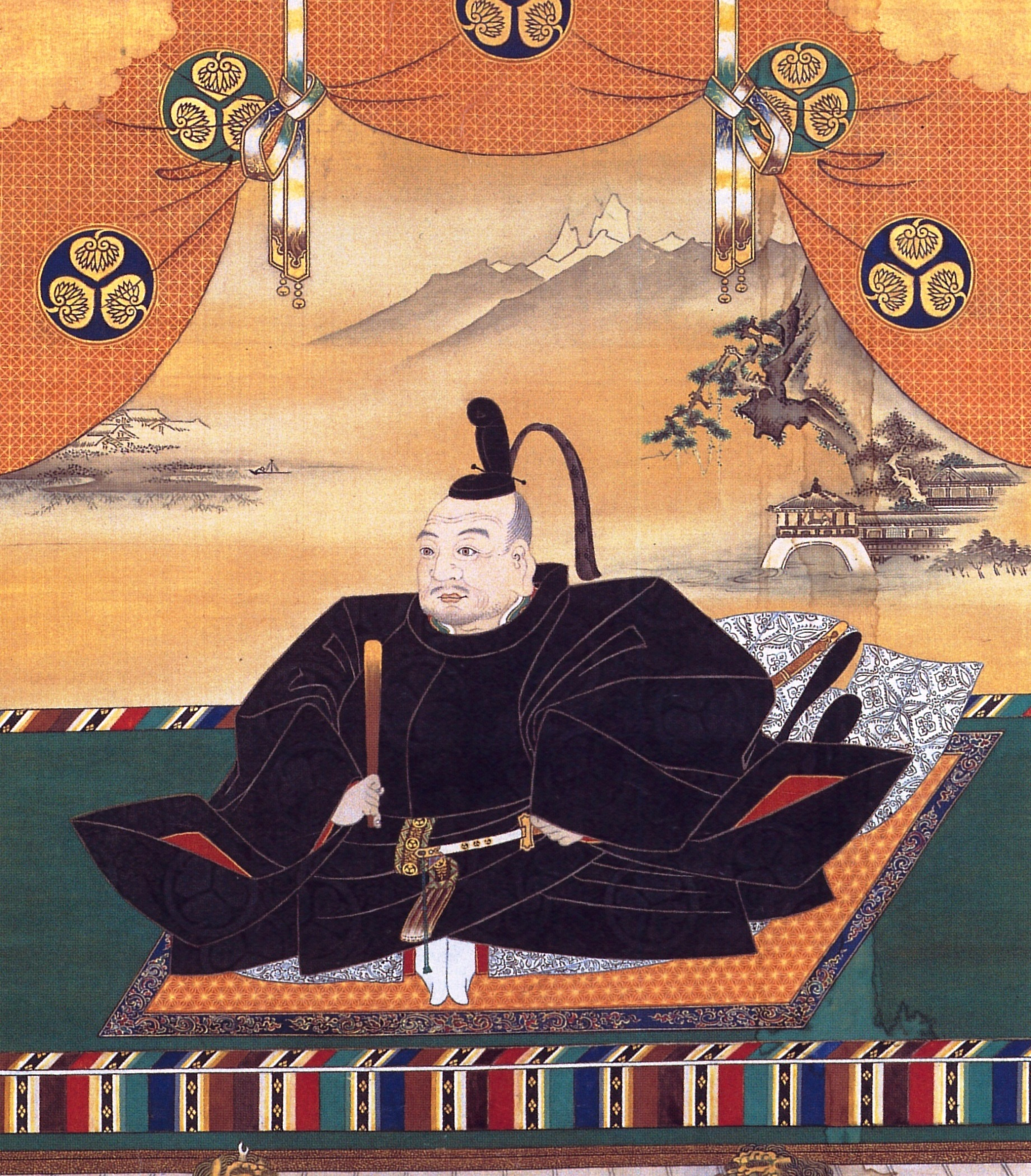
Токуґава Ієясу

Дивись також Категорія:Народились 31 січня
- 1517 — Джозеффо Царліно, італійський теоретик музики, педагог і композитор.
- 1543 — Токуґава Ієясу, засновник і перший сьоґун сьоґунату в Едо (Японія).
- 1797 — Франц Шуберт, австрійський композитор, автор близько 600 романтичних пісень і балад, 9 симфоній, 20 фортепіаних сонат («Незакінчена симфонія», «Зимовий шлях», «Форель», «Лісовий цар»).
- 1876 — Олександр Динник, український вчений у галузі механіки та теорії пружності.
- 1906 — Рузвельт Сайкс, американський блюзовий музикант.
- 1911 — Ванга, болгарська сліпа, якій приписують екстрасенсорні здібності, містик і травник.
- 1921 — Маріо Ланца, американський оперний співак (тенор) та актор («Великий Карузо», «Принц-студент», «Серенада») італійського походження.
- 1923 — Норман Мейлер, американський прозаїк, драматург, журналіст, сценарист і кінорежисер.
- 1924 — Тенгіз Абуладзе, грузинський радянський кінорежисер.
- 1929 — Рудольф Людвіг Мессбауер, німецький фізик, творець ефекту Месбауера.
- 1935 — Кендзабуро Ое, японський письменник-гуманіст, лауреат Нобелівської премії з літератури (1994).
- 1937 — Регімантас Адомайтіс, литовський актор театру і кіно.
  - Філіп Ґласс, американський композитор, автор опер, симфоній, фортепіанної і електронної музики; до його творів належать опери «Ейнштейн на пляжі», «Сатьяґраха», «Ехнатон».
- 1938 — Беатрікс, королева Нідерландів у 1980—2013 роках.
- 1981 — Джастін Тімберлейк, американський поп-музикант і актор («Шрек Третій», «Альфа Дог», «Соціальна мережа»).
- 1983 — Артем Вітко, командир добровольчого батальйону МВС України «Луганськ-1», народний депутат України.

## Померли

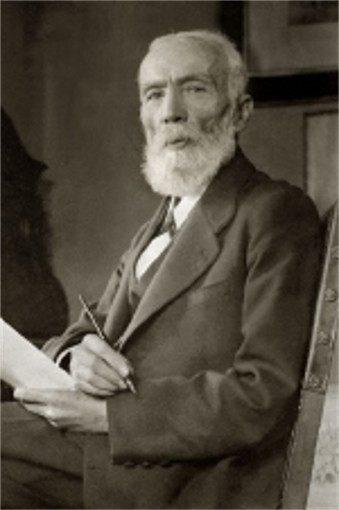
Іван Пулюй

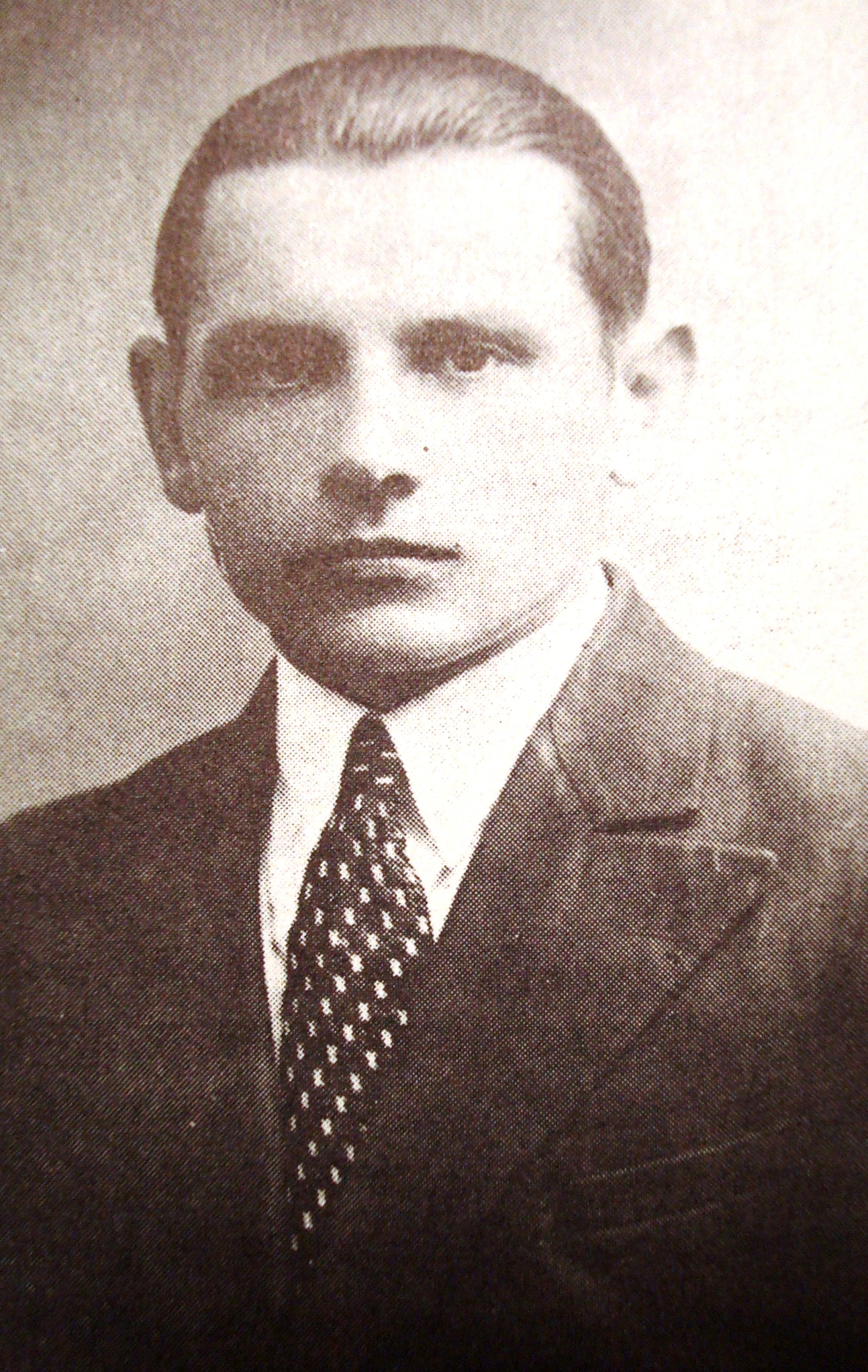
Олекса Гасин

Антон Якутович

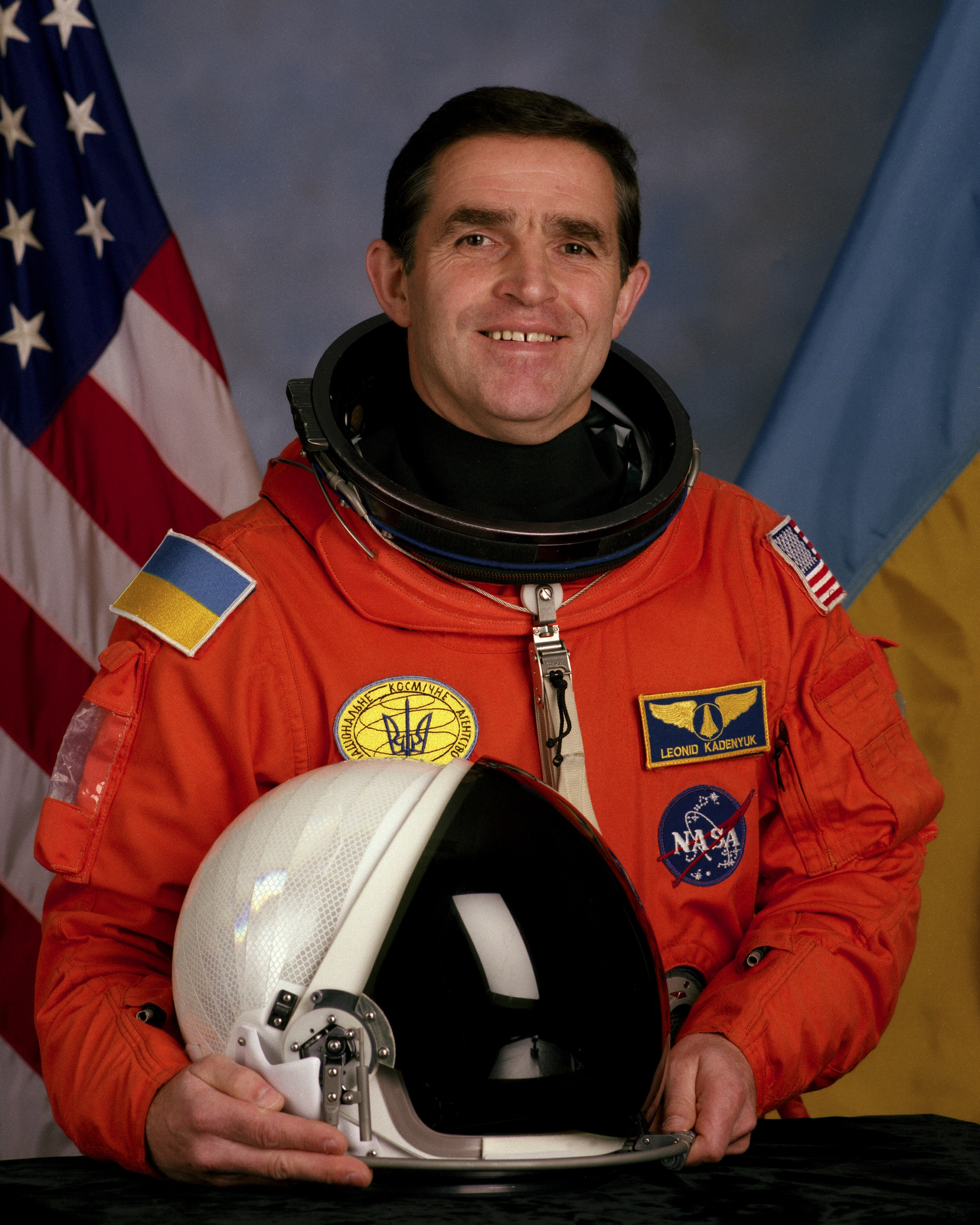
Леонід Каденюк

Дивись також Категорія:Померли 31 січня
- 1435 — Чжу Чжанцзі, п'ятий імператор династії Мін
- 1606 — Ґай Фокс, англійський шляхтич-католик, найвідоміший учасник «Порохової змови».
- 1733 — Август II Фрідріх, польський король (1697—1706, 1709—1733).
- 1866 — Фрідріх Рюккерт, німецький поет, перекладач та вчений.
- 1918 — Іван Пулюй, український фізик і електротехнік, організатор науки, громадський діяч.
- 1933 — Джон Голсуорсі, англійський письменник, лауреат Нобелівської премії.
- 1944 — Жан Жироду, французький новеліст, есеїст, драматург і дипломат.
- 1949 — Олекса Гасин, полковник, шеф головного штабу УПА, загинув у Львові.
- 1956 — Алан Александр Мілн, англійський письменник, «батько» Вінні-Пуха (*1882).
- 1966 — Дірк Брауер, голландсько-американський астроном.
- 1973 — Рагнар Антон Кіттілх Фріш, норвезький економіст. Лауреат Нобелівської премії з економіки.
- 1995 — Джордж Френсіс Еббот, американський драматург, сценарист, продюсер та режисер.
- 2010 — Томас Елой Мартінес, аргентинський письменник, журналіст і сценарист.
- 2011 — Джон Баррі, англійський композитор, автор музики до «Бондіани».
- 2012 — Дороті Теннін, американська художниця та письменниця-фантаст, представниця сюрреалізму.
- 2014 — Антон Якутович, український живописець.
  - Міклош Янчо, угорський кінорежисер, сценарист.
- 2015 — Ріхард фон Вайцзеккер, німецький політик і державний діяч.
- 2018 — Леонід Каденюк, перший астронавт незалежної України.